# Telmatactis decora
Telmatactis decora is een zeeanemonensoort uit de familie Isophelliidae.
Telmatactis decora is voor het eerst wetenschappelijk beschreven door Hemprich & Ehrenberg in Ehrenberg in 1834.